# Patrioter
Patrioter  är en politisk thriller från 1987 skriven av Tom Clancy. Den är kronologiskt sett den andra boken om hans romanhjälte Jack Ryan.

## Handling
Jack Ryan, hans fru Caroline och deras dotter Sally är i London då Ryan ska föreläsa vid Brittiska Marinakademin. Efter föreläsningen blir Ryan vittne till ett attentatsförsök på prinsessan Diana och prins Charles som utförs av en ULA-grupp ledd av Sean Miller. Ryan räddar kronprinsparet, medan Millers bror omkommer under attacken. Sean Miller förs till fängelse men blir fritagen av sina gruppkamrater; varefter han vill hämnas sin brors död.
Väl tillbaka i USA får Ryan ett erbjudande om att gå med i CIA, som han tackar ja till. Ryan använder senare sina kontakter inom CIA för att bekämpa Miller och hans grupp militanta vänner.

## Filmen
Romanen filmatiserades med samma namn (se Patrioter) med Harrison Ford som Jack Ryan. Handlingen ändrades betydligt: mest märkbart att prinsen blev "Lord Holmes", drottningens kusin; och Sean Miller dödas i slutet av filmen.